# عمارت چهار صفه ابوالحسن بازدار
عمارت چهار صفه ابوالحسن بازدار مربوط به دوره ایلخانی ان است و در شهرستان کازرون، بخش کوهمره، دهستان کوهمره، شمال شرق روستای دوسیران واقع شده و این اثر در تاریخ ۳۰ بهمن ۱۳۸۶ با شمارهٔ ثبت ۲۰۷۸۷ به‌عنوان یکی از آثار ملی ایران به ثبت رسیده است.